# Cal Gassol del Talladell
Cal Gassol del Talladell és una casa eclèctica del Talladell, al municipi de Tàrrega (Urgell), protegida com a bé cultural d'interès local.

## Descripció
Cal Gassol és una de les cases pairals més grans i més riques del poble del Talladell. Aquesta casa no només consta del centre o l'habitatge central familiar a l'interior del poble sinó que també concentra davant seu l'apartat de magatzem en una mena de pallissa datada del segle xvi i construïda en la mateixa plaça que es conforma a la part final del carrer Major. La casa és de grans dimensions i amb diverses façanes. Té tota una part de la façana occidental que es desenvolupa en un elegant porticat neoclàssic, on entre pilastres quadrangulars ordenades davant les portes balconades de la façana s'hi descriu uns balcons de forja entre l'estructura de pedra arrebossada. Superiorment coronat també per una àmplia balconada seguida. Aquesta casa té també un ampli jardí que dona directament al pas del carrer Major en la seva part final del carrer.